# الوجه المستعار (مسلسل)
الوجه المستعار، مسلسل كويتي، من إخراج نور الضوي، وتأليف تهاني الغامدي.

## قصة المسلسل
تدور أحداث المسلسل حول تأثير الخرافات على المجتمع، وكيفية سيطرتها على عقول الأفراد. تأتي القصة في قالب إنساني، بطلتها فتاة نبذها أهلها منذ صغرها بعد إصابتها بمرض نادر يؤدي إلى تساقط شعرها، مما دفع سكان قريتها للتآمر على قتلها. غير أن الشخص المكلف بالتخلص منها اختار أن يُنقذها، فسلمها إلى عائلة أخرى أكرمتها. مع مرور الوقت، كبرت الفتاة وأصبحت تتحكم في جميع شؤون العائلة.

## الممثلون
هذه قائمة الممثلون الذي شاركوا في المُسلسل:
- حسين المنصور
- هنادي الكندري
- سلمى سالم
- فوز الشطي
- أسمهان توفيق
- شهاب حاجيه
- مها محمد
- نواف النجم
- رونق
- هدى صلاح
- ميثم بدر
- فواز أحمد
- صابرين بورشيد